# Aspidaspis densiflorae
Aspidaspis densiflorae är en insektsart som först beskrevs av Bremner 1907.  Aspidaspis densiflorae ingår i släktet Aspidaspis och familjen pansarsköldlöss. Inga underarter finns listade i Catalogue of Life.